# جميل معوض
جميل معوض (بالإسبانية: Jorge Jamil Mahuad Witt) (و.29-يوليو-1949–م) هو سياسي، ومحام من الإكوادور. ورئيس الإكوادور من 10 أغسطس 1998 حتى 21 يناير 2000

## النشأة
ولد معوض في لوخا، بالإكوادور. وهو من أصول لبنانية وألمانية التحق معوض بكلية كينيدي بجامعة هارفارد، حصل على درجة الماجستير في الإدارة العامة في عام 1989. وكان زميلًا في برنامج فولبرايت الذي ترعاه وزارة الخارجية الأمريكية.

## الرئاسة
خاض معوض الانتخابات الرئاسية عام 1988 في البداية، وجاء في المركز الخامس. بعد عشر سنوات، فاز في الانتخابات الرئاسية بنسبة متقاربة للغاية. طالب المرشح الخاسر ألفارو نوبوا بإعادة فرز الأصوات، وهو ما رفضته السلطة المسؤولة.
```
نتائج الدورة الثانية من انتخابات عام 1998
```

- معوض بالأخضر عن حزب الديمقراطية الشعبية
- ألفارو نوبوا بالأحمر عن حزب رولوديستا

كانت هناك أزمة اقتصادية حادة في الإكوادور (بما في ذلك الأزمة المصرفية في الإكوادور 1998-1999)، مما أدى إلى خفض ميزانية القوات المسلحة بنسبة 60%، انخفضت شعبية معوض من 60% في أكتوبر 1998 إلى 6% في يناير 2000. في الأيام الأخيرة من عام 1999، أعلن عن دولرة اقتصاد الإكوادور، إلى جانب عدد من إجراءات صندوق النقد الدولي.
أُجبر معوض على الاستقالة بعد أسبوع من مظاهرات السكان الأصليين للإكوادور، وانقلاب عسكري بقيادة لوسيو غوتيريز. قبل انتخابه رئيسًا، شغل معوض منصب عمدة العاصمة كيتو من عام 1992 إلى عام 1998.
اقترح إصلاحات اقتصادية أدت إلى «دولرة» الاقتصاد. أعلن تجميد الحسابات المصرفية من أجل السيطرة على التضخم المتفشي. تسبب هذا في اضطرابات هائلة حيث كافحت الطبقات الدنيا لتحويل سوكراتهم الإكوادورية التي أصبحت دون نفع إلى دولارات أمريكية وخسروا ثرواتهم، بينما اكتسبت الطبقات العليا -التي استثمر أفرادها ثرواتهم بالفعل بالدولار الأمريكي- الثروة بدورها. في ظل فترة الركود التي عانى منها معوض، انكمش الاقتصاد بشكل كبير، ووصل التضخم إلى مستويات تصل إلى 60 في المائة.
خلال فترته الرئاسية، وقعت اتفاقية سلام تاريخية مع بيرو، لحل نزاعات حدودية طويلة الأمد. وبموجب الاتفاقية، تخلت الإكوادور عن مطالباتها بالسيادة على الأراضي المتنازع عليها بموجب بروتوكول ريو دي جانيرو، وفي المقابل، تنازلت بيرو عن ملكية كيلومتر مربع من الأراضي إلى الإكوادور. اختتم معوض عملية السلام مع بيرو في 26 أكتوبر 1998.

## ما بعد الرئاسة
حكمت محكمة العدل الوطنية في الإكوادور في مايو 2014، على معوض بالسجن لمدة 12 عامًا بتهمة الاختلاس.

## روابط خارجية
- جميل معوض على موقع الموسوعة البريطانية (الإنجليزية)
- جميل معوض على موقع مونزينجر (الألمانية)